# Kchun-lun-šan
Kchun-lun-šan (čínské znaky zjednodušené 昆仑山, tradiční 崑崙山, přepis pchin-jin Kūnlún Shān, český přepis Kchun-lun-šan; tibetsky ཁུ་ནུ་རི་རྒྱུད, wylie Khu nu ri rgyud, český přepis Khunu rigjü; ujgursky كۇئېنلۇن تاغ تىزمىسى, transliterováno Kuenlun tagh tizmisi; mongolsky Хөндлөн Уулс, Chöndlön Uuls) je pohoří v Číně, na hranicích Tibetu a Ujgurska, dosahující maximální výšky přes 7000 m. Má podobu málo členěného horského hřebene s vysokými sedly o délce 3000 km. Je sedmým nejvyšším pohořím na světě.

## Vymezení a členění
Kchun-lun-šan je na západě (75°v.d.) ohraničen údolím horního toku řeky Jarkend a táhne se na východ až k pramenům Žluté řeky (Chuang-che, 105°v.d.). Kchun-lun-šan se člení na Západní Kchun-lun-šan, Akar-Čekyl-tagh, Arka-tagh, Bokalyk-tagh, Bajankaru a Aňe Mačhen. Hlavní (jižní) větev pohoří z jihozápadu a jihu ohraničuje Cchajdamskou pánev, kterou odděluje od Tibetské náhorní plošiny.

## Nejvyšší hory
Výšky některých kchunlunských vrcholů byly na počátku 21. století korigovány, často o několik set metrů směrem dolů. Starší prameny mylně uvádějí výšky až 7 723 m, což by Kchun-lun činilo třetím nejvyšším pohořím světa. Podle nových měření se nejvyšším vrcholem stává Nan Pou (7 167 m) v Západním Kchun-lunu (leží v povodí řeky Kerija na ujgursko-tibetské hranici na 35°18′53″ s. š., 80°54′56″ v. d., pouhých 50 km východně od sporného území Aksai Čin). Podle jiných pramenů (, ) se tato hora jmenuje Liou-š’-šan (Liuši Šan) nebo Kchun-lun-nü-šen-feng (Kūnlún Nǚshén Fēng, 昆仑女神峰, doslova „Kunlunská bohyně“).
Někdy bývá ke Kchun-lunu nesprávně přiřazován Kašgarský hřeben a jako nejvyšší kchunlunský vrchol uváděn Kongur (7 719 m), ten však ve skutečnosti náleží k Pamíru. Dalšími významnými vrcholy Kchun-lunu jsou Ulug Mustagh (6 987 m, podle starších měření 7 723 m) v hřebenu Arka-tagh, Bokalyk-tagh (6 860 m, podle starších měření 7 720 m) ve stejnojmenném hřebenu a Mustagh (6 710 m, podle starších měření 7 282 m) v Západním Kchun-lunu.

## Geologický vývoj
Horská pásma Kchun-lunu začala vznikat již během prvohor a tento proces pokračoval při kimmerském vrásnění. Na jejich formování se podílela kolize Sibiřské a Severočínské desky. Jsou tvořeny rulami, žulami a krystalickými břidlicemi.

## Vodstvo

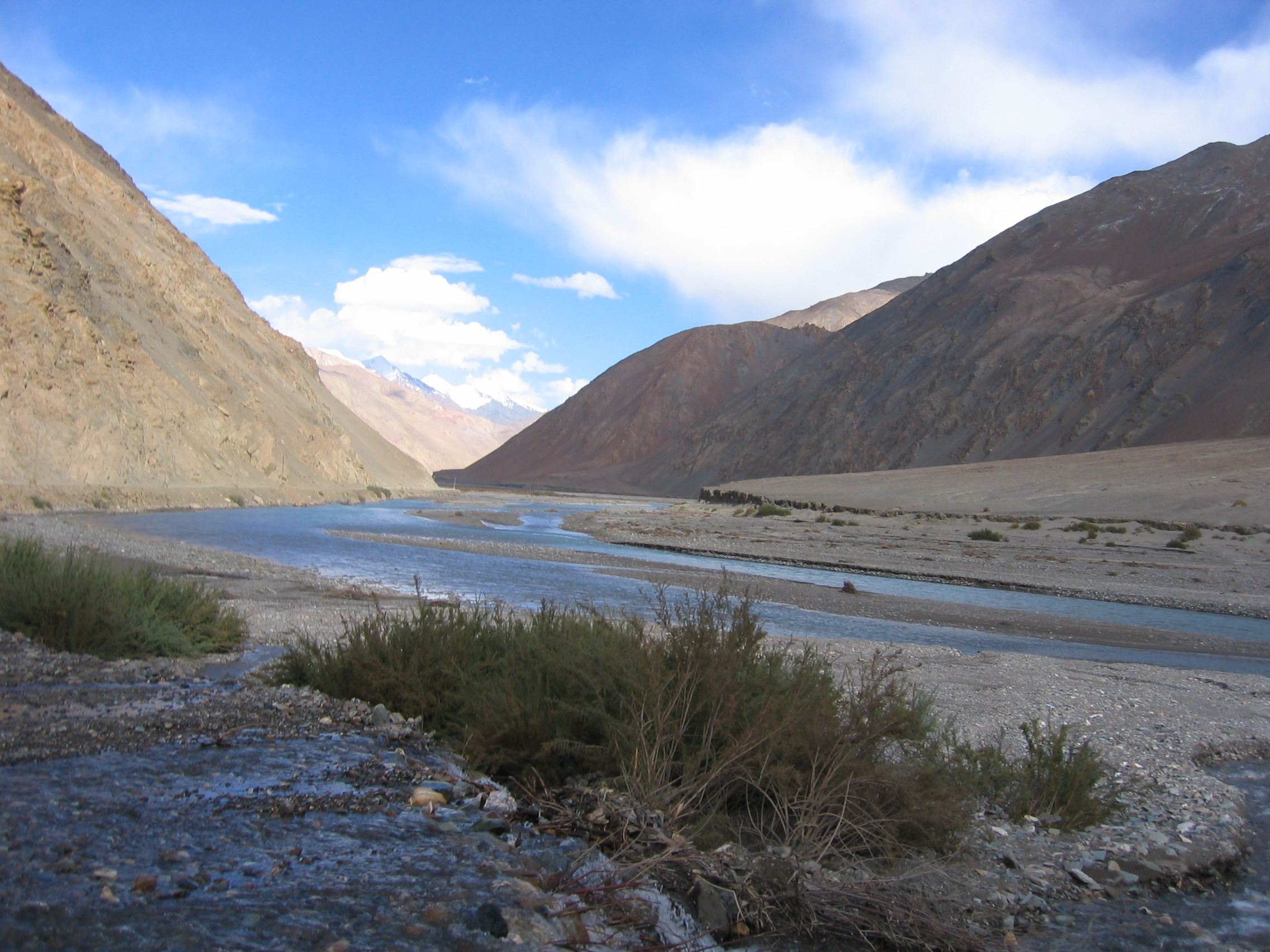
Řeka Karakaš v západním Kchun-lunu

Západní Kchun-lun je odvodňován do Tarimské pánve prostřednictvím řek Jarkend, Karakaš (Černá nefritová řeka), Jurunkaš (Bílá nefritová řeka) a Kerija, které zanikají v poušti Taklamakan. Jižní svahy západní části pohoří spadají na Tibetskou plošinu, která je rovněž bezodtoká.
Hřeben Bajankara, jižní větev Kchun-lunu, tvoří rozvodí mezi dvěma nejdelšími čínskými řekami, Jang-c’-ťiang (Čchang-ťiang) a Chuang-che.